# Nera (Unternehmen)
Nera (Eigenschreibweise: NERA), Akronym von Norsk Elektronisk Radio Aparatur (deutsch „Norwegische elektronische Funkapparate“), war eine norwegische Aktiengesellschaft (Aksjeselskap) für Telekommunikation. Sie entwickelte und fertigte funktechnische Geräte unter anderem für die Breitbandkommunikation, Satellitenfunk und Mikrowellentechnik.
Es hatte Niederlassungen in über 25 Ländern und arbeitete eng mit dem norwegischen Verteidigungsforschungsinstitut Forsvarets forskningsinstitutt (FFI) zusammen.

## Geschichte
Im Jahr 1919 wurde in der norwegischen Hauptstadt, die damals noch den Namen Christiania trug (seit 1924: Oslo), die Firma Det norske Radioselskap (Die norwegische Radiogesellschaft) gegründet, die noch vor dem Zweiten Weltkrieg zur Norsk Telefunken Radioaksjeselskap wurde. Entwickelt, hergestellt und vertrieben wurden hier hauptsächlich Schiffsfunkgeräte.

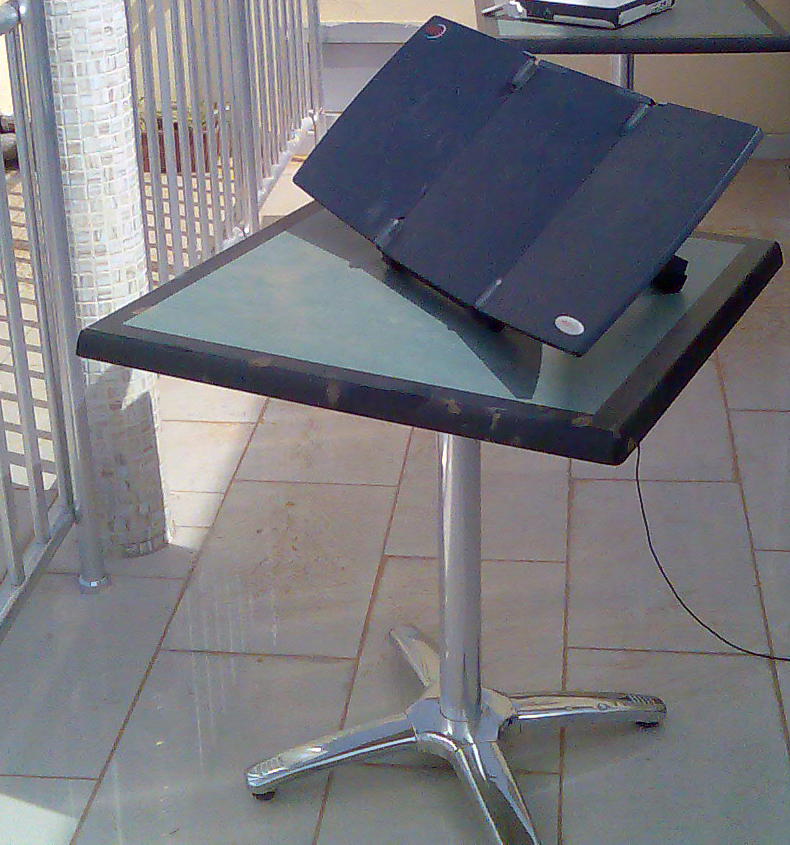
Antenne eines Satellitentelefons von Nera (2007).

Nach dem Krieg, im Jahr 1947, entstand hieraus Norsk Elektronikk og Radio AS (NERA). Aufgebaut wurde es zum großen Teil durch norwegische Ingenieure, die während des Krieges und der deutschen Besatzung Norwegens im Exil im Vereinigten Königreich gewirkt hatten und nun in ihr Heimatland zurückgekehrt waren. 
Durch Erwerb einer Tochtergesellschaft in Bergen am 19. Dezember 1951 wurde das Unternehmen erweitert. Es produzierte nun auch Funkausrüstung für die norwegischen Streitkräfte, den norwegischen öffentlich-rechtlichen Rundfunk Norsk rikskringkasting (NRK) und die norwegische Handelsflotte. In den 1970er-Jahren begann man mit der Entwicklung von Geräten (Bild) für die Satellitenkommunikation.
1977 wurde Nera vom Konkurrenten Elektrik Bureau übernommen und war ab 1988 im Besitz von ABB. 1995 erfolgte die Abspaltung von ABB und im folgenden Jahr wurde Nera als erneut unabhängiges Unternehmen an der Osloer Börse notiert. Anfang der 2000er-Jahre erlitt es infolge der durch die sogenannte Dotcom-Blase ausgelösten Wirtschaftskrise große Verluste. Im Jahr 2006 fusionierte es  mit Eltek, das 2006 den Unternehmensbereich Nera Satcom an seinen Hauptkonkurrenten Thrane & Thrane verkaufte. 2011 wurde der Geschäftsbereich Nera Networks vom israelischen Unternehmen Ceragon übernommen, während Elteks Anteile am Geschäftsbereich Nera Telecommunications ein Jahr später an Asia Systems verkauft wurden.
Stand 2020 unterhält Nera Telecommunications AS ein Büro in Kokstad, einem Wohn- und Gewerbegebiet im Stadtteil Ytrebygda im Süden von Bergen, mit drei Mitarbeitern und verzeichnet einen Umsatz von etwa 8 Millionen Euro. Der Hauptsitz befindet sich inzwischen in Singapur.